# Cliff Pritchard
Pour les articles homonymes, voir Pritchard.

a Compétitions nationales et continentales officielles uniquement.

b Matchs officiels uniquement.
Clifford Charles Pritchard, né le 1er octobre 1881 à Pontypool et mort le 14 décembre 1954 dans la même ville, est un joueur de rugby à XV gallois, évoluant au poste de centre pour le pays de Galles.

## Carrière
Cliff Pritchard a disputé son premier test match le 6 février 1904, contre l'Écosse. Cliff Pritchard a disputé le 16 décembre 1905 la victoire mémorable 3-0 à Cardiff contre les All Blacks. Cliff Pritchard a disputé son dernier test match le 3 février 1906, contre l'Écosse. Il joue en club avec Newport RFC de 1890 à 1905 puis avec Pontypool RFC.

## Palmarès
- Vainqueur du Tournoi britannique de rugby à XV 1906

## Statistiques en équipe nationale
- 5 sélections pour le pays de Galles
- 6 points, 2 essais avec les Gallois.
- Sélections par année : 2 en 1904, 1 en 1905, 2 en 1906
- Participation à 2 tournois britanniques en 1904, 1906